# Война с наркотиками

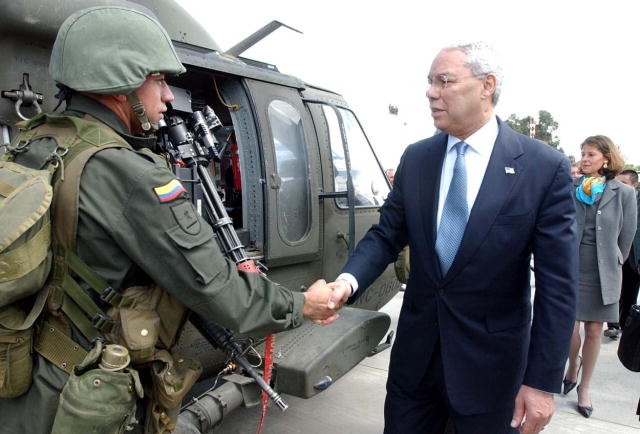
Государственный секретарь США Колин Пауэлл посетил в 2003—2005 годах Колумбию для осуществления плана «Колумбия». В рамках войны с наркотиками США ежегодно выделяли примерно $500 миллионов, большая часть из которых уходила на борьбу с такими повстанческими группами как «Революционные вооружённые силы Колумбии — Армия народа», занимающимися наркоторговлей.

Война с наркотиками (англ. War on Drugs) — термин в политике Соединённых Штатов Америки, описывающий многолетнюю государственную кампанию по борьбе с наркоторговлей и употреблением наркотических веществ, как внутри государства и страны, так и на международном уровне.
Меры, предпринимаемые правительством США в связи с войной с наркотиками, включали в себя введение запретительного законодательства, военной помощи другим государствам в рамках борьбы с наркокартелями и военную интервенцию. Термин был впервые использован в США президентом Ричардом Никсоном, а затем стал популярным благодаря средствам массовой информации.

## История
В 1960-е в США стали широко распространены новые наркотики — прежде всего ЛСД. Вьетнамская война способствовала резкому росту количества наркоманов в стране. Ричард Никсон, ставший президентом в 1969 году, стал решительно бороться с наркоторговлей. В сентябре 1969 года граница между США и Мексикой была практически полностью закрыта на месяц, чтобы остановить поток марихуаны из Мексики. Однако в США стали поступать наркотики с Ближнего Востока, заработала система поставки героина из Турции во Францию, а уже оттуда в США, известная как French Connection. С 1978 по 1984 год потребление кокаина в США увеличилось с 19-25 тонн в год до 71-137 тонн. Опрос Gallup в 1977 году показывал, что четверть жителей хоть раз пробовала марихуану и около десяти процентов — кокаин.

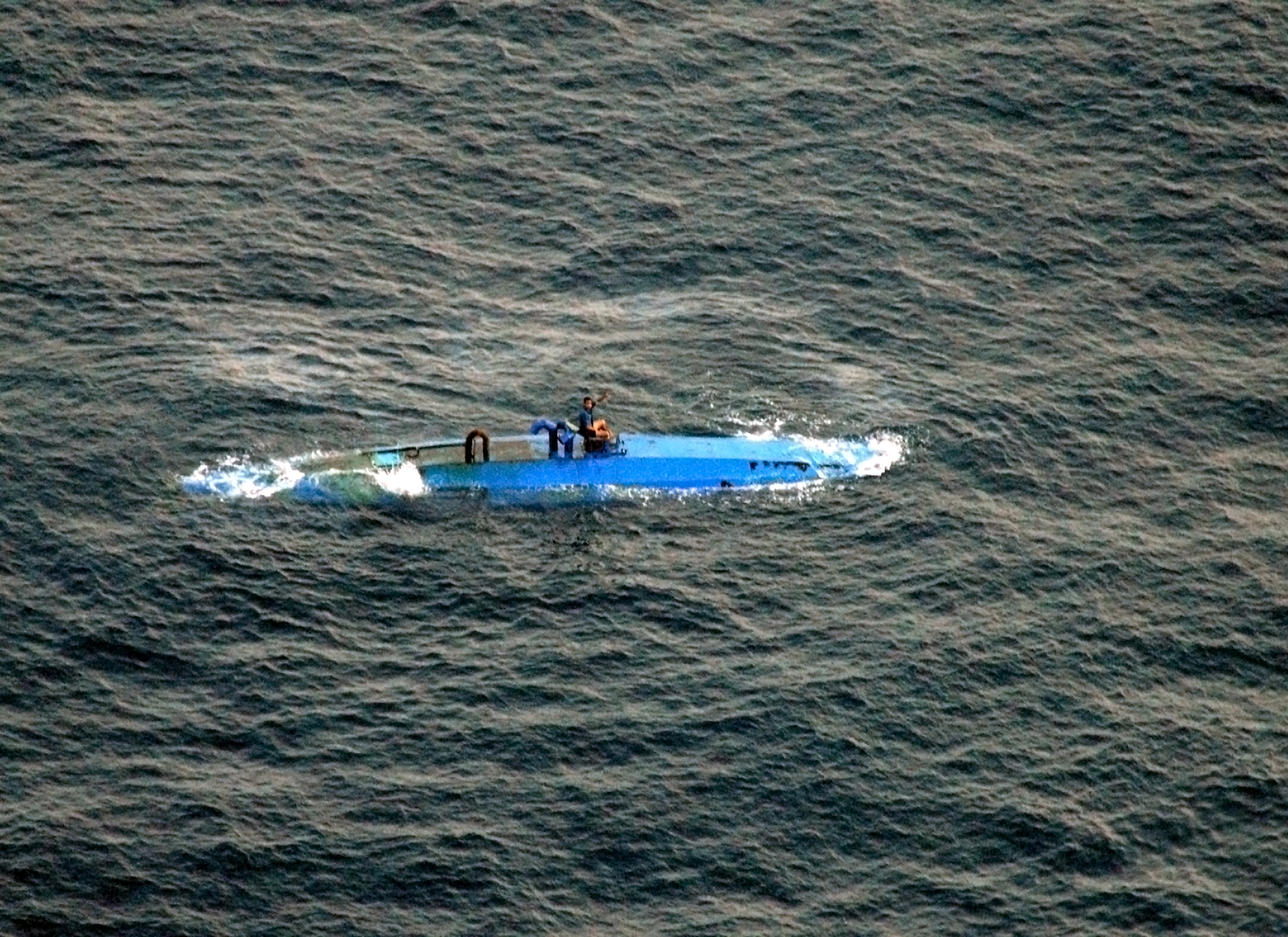
Полупогружное судно наркоторговцев в Тихом океане, 2007 год

Основными странами происхождения кокаина являются Колумбия, Перу и Боливия. Безусловным лидером среди них является Колумбия. Годовой оборот колумбийского Медельинского наркокартеля Пабло Эскобара, оценивался в 30 миллиардов долларов. Когда правоохранительные органы Колумбии начали борьбу с ним, Эскобар начал жесточайшую террористическую войну, жертвами которой с 1984 года стали сотни человек — как чиновников и полицейских, так и обычных граждан. Большая часть листьев коки, из которой производится кокаин, выращивается в Перу и Боливии. Оттуда их переправляют в Колумбию, где в подпольных лабораториях перерабатывают в гидрохлорид кокаина — окончательный продукт. После этого кокаин поставляется в США и Европу. В США кокаин из Колумбии доставляется через соседние Бразилию, Перу, Венесуэлу и Эквадор, а также во все больших количествах через Мексику. В настоящее время около 60 % контрабанды наркотиков в США контролирует мексиканский наркокартель «Синалоа». Основная масса кокаина доставляется морским путем, при этом наркоторговцы постоянно меняют приемы сокрытия товара и стремятся подкупить в портах обслуживающий персонал и чиновников, от которых зависит процедура досмотра и оформления груза. Часть кокаина переправляется воздушным путем, для чего используются как наркокурьеры, являющиеся пассажирами регулярных коммерческих авиалиний (нередко они прячут наркотики в своем теле, проглатывая упаковки с ними), так и частная авиация. Так, правоохранительными органами Венесуэлы были обнаружены сотни подпольных взлетно-посадочных полос, используемых для перевозки кокаина в другие страны Латинской Америки.
В 1973 году в США было создано федеральное Управление по борьбе с наркотиками. В 1978 году было создано Бюро Государственного департамента США по международным вопросам, касающимся наркотиков. В 1979 году США подписали с Колумбией соглашение об экстрадиции. В период с 2000 года по 2016 год США предоставили Колумбии, где производится больше всего в мире кокаина, помощь в размере более 10 млрд долл. США на поддержание плана «Колумбия» и разработанных позднее программ.

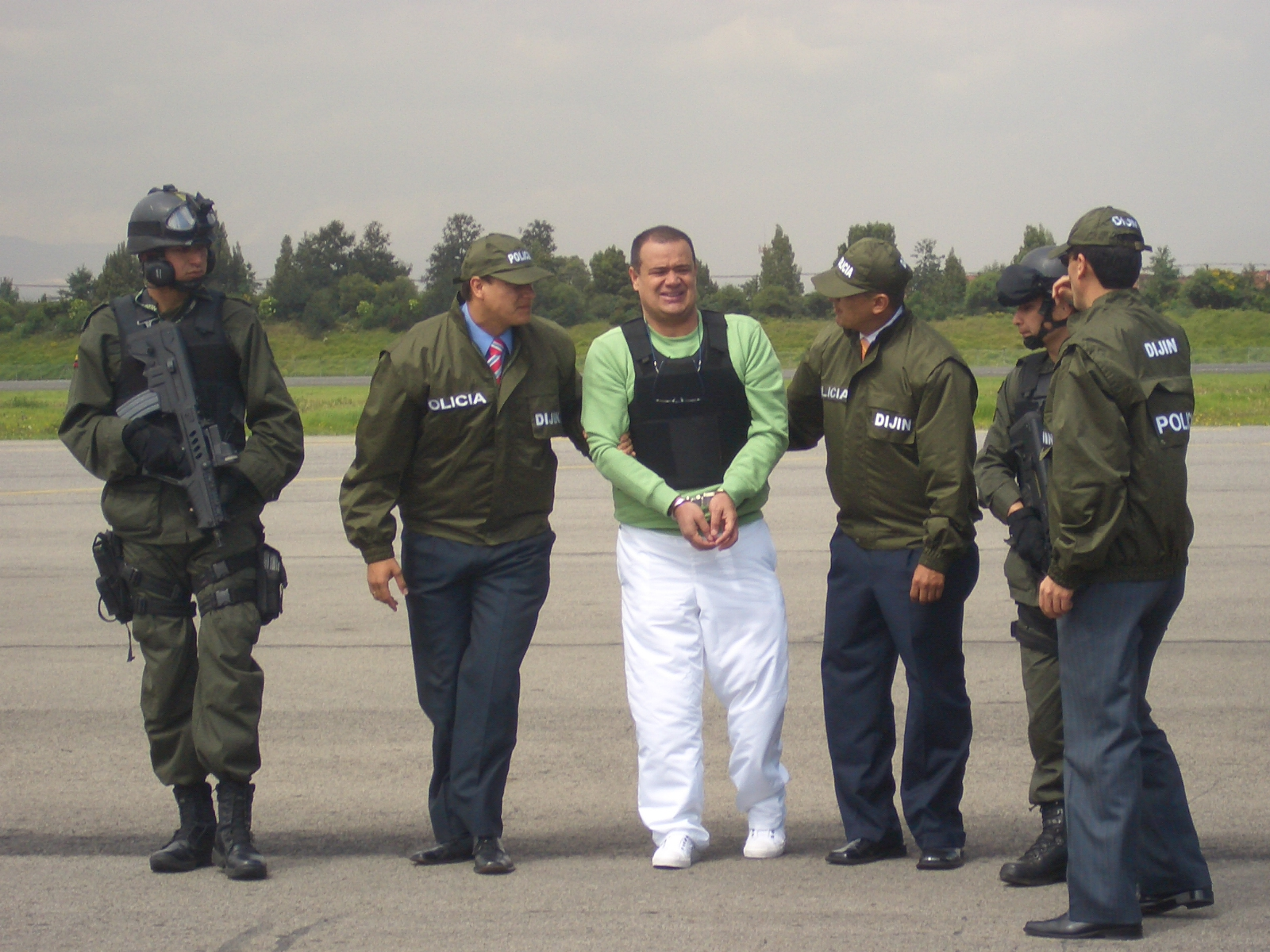
Арест Луиса Эрнандо Гомеса, одного из главарей наркокартеля Северной долины в Колумбии для последующей выдачи в США, 2007 год

Ставший президентом США в 1981 году Рональд Рейган вновь объявил о начале «войны с наркотиками». Наказания за торговлю наркотиками были ужесточены, что привело к росту количества заключённых в США с примерно 500 тысяч человек в 1980 году до одного миллиона в 1990 году. Одновременно с этим супруга президента Нэнси Рейган руководила общенациональной общественной кампанией антинаркотической пропаганды «Просто скажи „нет“». Ставший президентом США в 1989 году Джордж Буш начал выводить «войну с наркотиками» на международный уровень. Власти США давно уже заявляли о том, что глава Панамы генерал Мануэль Норьега, является организатором контрабанды наркотиков в США ещё с 1960-х годов. В конце декабря 1989 года американские войска высадились в Панаме, а в начале января 1990 года Норьега сдался. Через два года его приговорили в США к сорока годам лишения свободы по обвинению в наркоторговле. Буш также решил выделить дополнительные два миллиарда долларов на борьбу с наркотиками в Колумбии.
Когда борьба с наркоторговлей стала все больше походить на боевые действия, военное руководство США решило создать для этого специальные координационные органы. В апреле 1994 года были созданы три центра объединённых межведомственных оперативных сил. Самым крупным из них был центр ОМОС «Восток» в Ки-Уэст, где работали представители ФБР, военной разведки, Управления по борьбе с наркотиками, береговой охраны, а также военных ведомств стран-союзников. ОМОС «Запад» отвечал за операции на западном побережье США и вдоль границы с Мексикой. Третий оперативный центр, ОМОС «Юг», располагался на авиабазе Говард в Панаме.
Самолёты ДРЛО, принадлежащие ВМС США, ВВС США и погранично-таможенной службе США ведут круглосуточное наблюдение за воздушным пространством и морем для обнаружения самолётов и катеров наркоторговцев. Этим также занимаются привязные аэростаты с РЛС.
Самолёты, в отношении которых есть подозрения, что они перевозят наркотики, перехватываются и вынуждаются к посадке, а в случае неповиновения их сбивают. С 1994 года ВВС Колумбии и Перу перехватили свыше 50 самолётов с наркотиками. Это уменьшило объём воздушных перевозок кокаина как минимум вдвое.
Борьбу с морским путем доставки наркотиков ведёт Береговая охрана США, часто при поддержке кораблей ВМС США вплоть до авианосцев.
В октябре 2013 года спецслужбами США был закрыт известный интернет-магазин наркотиков Silk Road, работавший в рамках анонимной сети Tor с 2011 года, а его предполагаемый владелец — Росс Уильям Ульбрихт — был арестован. После закрытия появилось несколько «клонов».

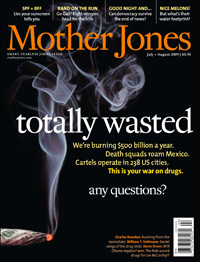
Обложка журнала Mother Jones 2009 года, посвященная провалу «войны с наркотиками». Надпись гласит: «Мы сжигаем 300 млрд долларов в год. По Мексике разгуливают „эскадроны смерти“. Картели действуют в 238 американских городах. Вот ваша война с наркотиками. Есть вопросы?»

Хотя на «войну с наркотиками» было потрачено около одного триллиона долларов начиная с 1971 года, достигнутые результаты сомнительны. Спецслужбы США признают, что в состоянии перехватывать лишь от десяти до тридцати процентов оборота героина и кокаина. Средняя цена дозы героина в США постоянно падает, а не растёт (она снизилась с начала 1980-х годов на 93 %). Доля потребителей наркотиков с 2000 года выросла. В 2017 году около 50 тысяч американцев умерли от передозировки наркотиков, что примерно в пять раз больше, чем в 2000 году.

## Стратегия борьбы
По числу посаженных в тюрьму потребителей наркотических средств, США на первом месте, а Россия — на втором. По словам бывшего сотрудника российского офиса Управления ООН по наркотикам, Михаила Голиченко, в США «кроме прироста тюремного населения, ВИЧ/СПИДа, гепатита и туберкулеза ничего такая направленность борьбы с наркотиками не дает».

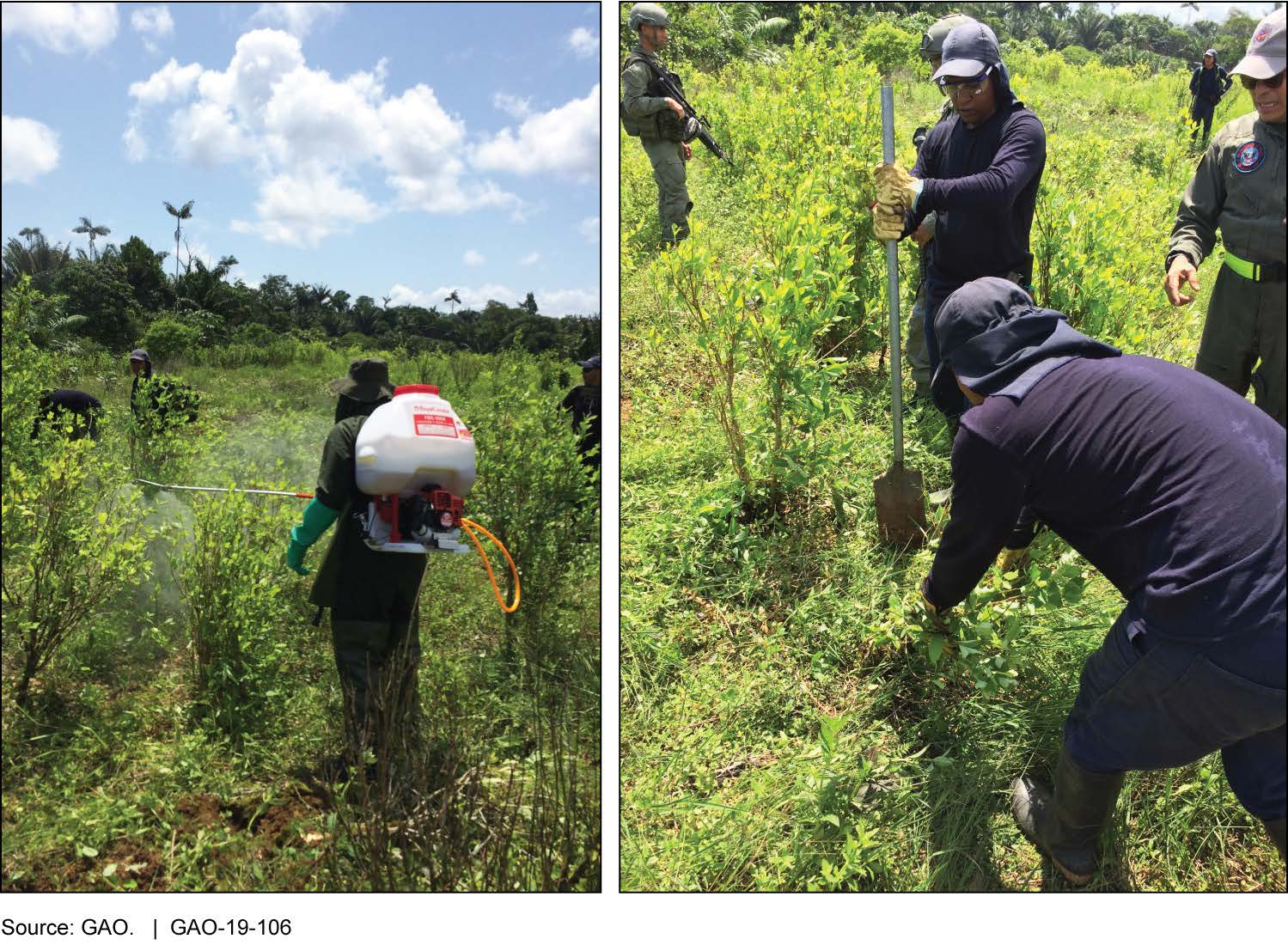
Уничтожение посевов коки в Колумбии

К неоднозначным аспектам борьбы с наркотиками относится распыление с воздуха гербицида глифосата для уничтожения плантаций коки. Этот гербицид без разбору уничтожал посевы коки вместе с другими сельскохозяйственными культурами. Кроме того, в марте 2015 года Международное агентство по изучению рака Всемирной организации здравоохранения отнесло глифосат к группе веществ, с большой долей вероятности вызывающих раковые заболевания у человека. В результате в 2015 году власти Колумбии прекратили применение глифосата против посевов коки.
Исследование, проведённое в 2005 году RAND, показывает, что ужесточение ответственности за наркоторговлю даёт лишь краткосрочный эффект, который длится не больше двух лет. Авторы исследования пришли к заключению, что если бы начиная с 1980-х годов средства в первую очередь тратились не на аресты мелких наркодилеров и потребителей наркотиков, а на программы терапии, то уровень потребления наркотиков сократился бы значительнее. При президентстве Барака Обамы количество американцев, имеющих возможность использовать заместительную терапию, выросло: если в 2002 году различными программами терапии воспользовались около 230 тысяч человек, то к 2015 году их число увеличилось до 356 тысяч.

## Результаты
По мнению британского еженедельника The Economist, история конца XX в. показала бесплодность «войны с наркотиками». Например, уничтожение плантаций коки в Перу привело к увеличению посадок в Колумбии. После уничтожения посевов в Колумбии, вновь выросло производство коки в Перу. После пресечения трафика в США через бассейн Карибского моря возросла контрабанда через мексиканскую границу. Даже кратковременный дефицит традиционных наркотиков приводит к распространению суррогатов (напр., фентанил), более опасных для здоровья.
Издание указывает, что «война с наркотиками» в Латинской Америке радикализовала местный преступный мир, коррумпировала правительства и правоохранительную систему и привела к перегрузке пенитенциарной системы. При этом основная задача снижения поставок наркотиков в США решена не была.
Благодаря усилиям, предпринятым США в Колумбии, с 2006 года потребление кокаина в Северной Америке сокращалось. Однако в 2017 году производство кокаина в Колумбии достигло рекордных показателей.

### Доклады правительства и НКО
- National Drug Threat Assessment 2009 from the United States Department of Justice
- War On Drugs: Legislation in the 108th Congress and Related Developments, a 2003 report from the Congressional Research Service[англ.] via the State Department website
- The Report of the Canadian Government Commission of Inquiry into the Non-Medical Use of Drugs—1972
- Drug Enforcement Administration (2017), Drugs of abuse: A DEA resource guide (PDF) (2017 ed.), Washington, DC: Author, Архивировано (PDF) 3 декабря 2016